# Ночной пассажир
«Ночной пассажир» — советский короткометражный фильм 1961 года, снятый на киностудии «Мосфильм» греческим режиссёром Маносом Захариасом по одноимённой повести французского писателя Мориса Понса.

## Сюжет
Журналист Жорж Прадье едет на своём Chevrolet Corvette из Парижа в Шампаньоль, и по просьбе знакомой берёт с собой её друга алжирца. 
На остановке в кафе Жорж становится свидетелем издевательств отдыхающих там французских военных над алжирцем, презираемого ими как представителя французской колонии, сражающегося Алжира. Через какое-то время Жорж, сообразив кого он везёт, задумывается над тем, не является ли он помогая алжирцу предателем Франции. По радио сообщают о покушении в Париже на деятеля алжирского сопротивления, приписывая акцию «североафриканским террористам», но спутник Жоржа говорит, что это провокация ультраправых. А также сообщает, что у него в сумке сорок четыре миллиона франков — касса ФНО, деньги за которыми ведут охоту многие. 
Жоржу нужно решить — на чьей он стороне, и поможет ли он своему пассажиру…

## В ролях
- Борис Иванов — Жорж Прадье
- Манос Захариас — алжирец
- Марина Фигнер — хозяйка кафе
- Пётр Соболевский — портье
- Владимир Пицек — жандарм
- Бен Друй — жандарм

## Рецензии
- Моисеенко Н. — Стадание и мужество. Два фильма о патриотах Алжира (Докум. фильм «Алжирский дневник» и худож. фильм «Ночной пассажир») // Комсомольская правда, 7 июня 1962